# Neoleptoneta modica
Neoleptoneta modica är en spindelart som först beskrevs av Willis J. Gertsch 1974.  Neoleptoneta modica ingår i släktet Neoleptoneta och familjen Leptonetidae. Inga underarter finns listade i Catalogue of Life.